# Исаев (лунный кратер)
Кратер Исаев (лат. Isaev) — большой древний ударный кратер в северо-западной части гигантского кратера Гагарин на обратной стороне Луны. Название присвоено в честь советского инженера-двигателиста, конструктора корректирующе-тормозных двигательных установок советских космических кораблей Алексея Михайловича Исаева (1908 — 1971); утверждено Международным астрономическим союзом в 1976 г. Образование кратера относится к нектарскому периоду.

## Описание кратера

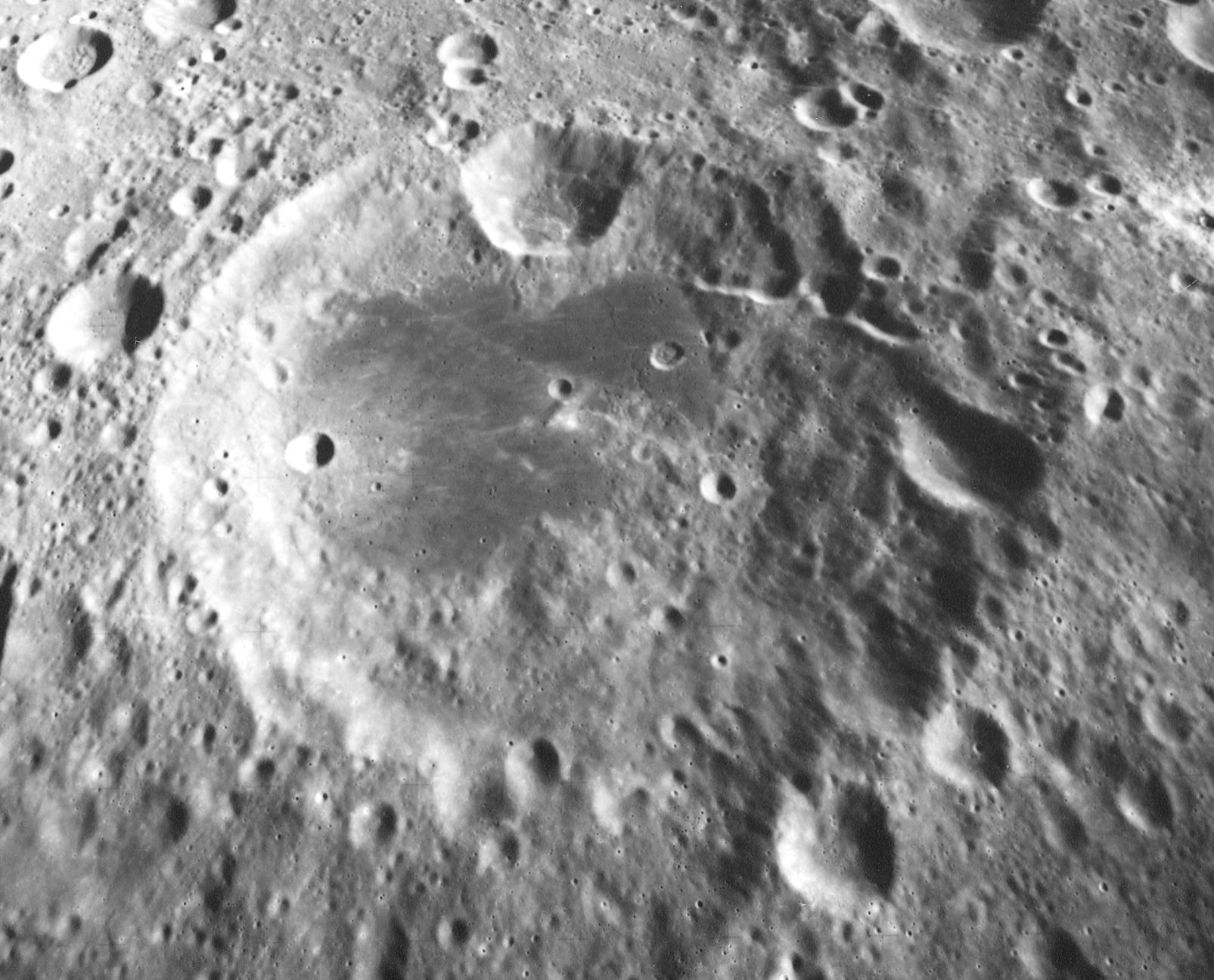
Снимок кратера с борта Аполлона-17 (север внизу).

Ближайшими соседями кратера являются кратер Деннинг на западе; кратер Маркони на севере-северо-западе; кратер Бейеринк на северо-востоке; кратер Граве на востоке; кратер Косберг на юго-востоке; кратер Андронов на юге-юго-западе; кратер Леви-Чивита на юго-западе; и кратер Пирке на западе-юго-западе. Селенографические координаты центра кратера 17°34′ ю. ш. 147°29′ в. д. / 17,57° ю. ш. 147,49° в. д., диаметр 94,1 км, глубина 2,8 км.
Кратер Исаев имеет циркулярную форму слегка искаженную в западной части влиянием соседних импактов, существенно разрушен. Вал сглажен, отмечен множеством мелких кратеров. В южной части внутренний склон вала перекрыт сателлитным кратером Исаев N (см. ниже), западная часть внутреннего склона прорезана цепочкой кратеров. Высота вала над окружающей местностью достигает 1420 м , объем кратера составляет 7 778 км3. Дно чаши сравнительно ровное, большую часть его занимает область с низким альбедо затопленная базальтовой лавой, что нехарактерно для обратной стороны Луны, где толщина лунной коры значительно больше чем на видимой стороне. В восточной части чаши находится приметный небольшой кратер.

## Сателлитные кратеры

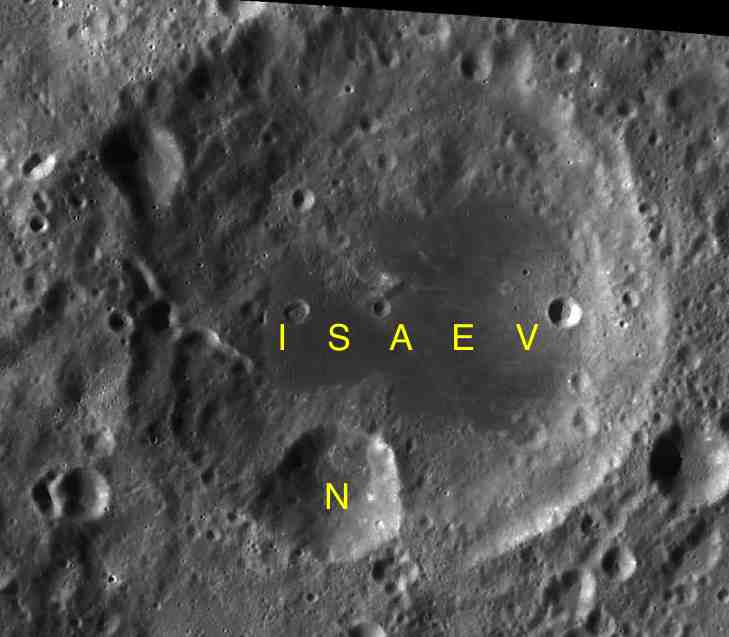
Фрагмент карты LAC-102.

| Исаев | Координаты                                              | Диаметр, км |
| ----- | ------------------------------------------------------- | ----------- |
| N     | 18°41′ ю. ш. 147°15′ в. д. / 18,68° ю. ш. 147,25° в. д. | 22,4        |